# Скельский источник
Скельский источник (также Узень-Баш) — источник в Крыму, в Балаклавском районе города федерального значения Севастополя, исток реки Чёрная. Дебет источника трудно поддаётся определению, поскольку имеет целый ряд выходов, разбросанных вдоль дна ущелья на протяжении до полукилометра, что отмечал ещё Николай Рухлов в работе 1915 года и считал суточный выход воды несколько ниже по течению в 2800000 вёдер, А. Н. Олиферов в книге «Реки и Озёра Крыма» приводит цифры 40—220 л/с, в других источниках встречается объём 1380 л/с.
Название происходит от древнего имени селения Родниковского Скеля от румейского τά σκέλια — скеле — лестница.

Расположен на восточной окраине села Родниковское между южными склонами горы Курт-Кая и северными склонами горы Кара-Даг. Признан вторым по величине источником в Крыму. В книге Н. В. Рухлова «Обзор речных долин горной части Крыма» есть интересная подробность 
Место выхода родниковых вод в прежние еще времена было обделано камнем, но впоследствии этот выход был завален продуктами горных обвалов, что послужило основанием появлению новых выходов ниже по течению реки; в настоящее время таких выходов насчитывается до 10, и расположены они по руслу реки на протяжении 150 саженей